# Zygmunt Steuermann
Zygmunt Steuermann (ur. 5 lutego 1899 w Samborze, zm. w 1943 we Lwowie) – polski piłkarz żydowskiego pochodzenia występujący na pozycji napastnika, reprezentant Polski w latach 1926–1928, żołnierz Armii Austro-Węgier oraz Wojska Polskiego.

## Życiorys
Urodził się w 1899 roku w rodzinie zasymilowanych austro-węgierskich Żydów jako najmłodsze dziecko Józefa i Augusty Steuermannów. W jego domu posługiwano się językiem polskim oraz niemieckim. Jego ojciec był adwokatem i burmistrzem miasta Sambor. Miał trójkę rodzeństwa: brata Edwarda (1892–1964), który był pianistą i kompozytorem, oraz dwie siostry: Salomeę (1889–1978), aktorkę i scenarzystkę oraz Różę (1891–1972), która pracowała jako aktorka w Teatrze Schillera w Berlinie.
Na początku I wojny światowej wraz z rodziną opuścił Galicję w obawie przed kozackimi siłami Armii Imperium Rosyjskiego i osiadł w Wiedniu, gdzie kontynuował edukację i zdał egzamin maturalny. W 1917 roku zgłosił się do Armii Austro-Węgier i został skierowany do pułku artylerii na Słowacji. Po przegranej państw centralnych powrócił do Samboru, leżącego wówczas w granicach Polski i przyjął polskie obywatelstwo. Zaciągnął się jako ochotnik do Wojska Polskiego i walczył w wojnie polsko-bolszewickiej. Po zakończeniu konfliktu osiadł we Lwowie, utrzymując się z gry w piłkę nożną i tenisa ziemnego. Po agresji ZSRR na Polskę, z obawy przed represjami skierowanymi przeciwko polskim elitom, przyjął obywatelstwo sowieckie i powrócił do Samboru. Dzięki staraniom siostry Salomei i amerykańskiego ambasadora w ZSRR Laurence’a Steinhardta otrzymał wizę amerykańską, jednakże nie uzyskał zgody na podróż do Moskwy, skąd miał udać się do Stanów Zjednoczonych Koleją Transsyberyjską a następnie statkiem.
Po ataku Niemiec na ZSRR został aresztowany przez hitlerowców i osadzony w obozie janowskim. Część źródeł podaje, iż został rozstrzelany w grudniu 1941 roku. Według jego siostry Salomei, która otrzymała relację od naocznych świadków, zginął w 1943 roku zastrzelony przez SS-mana w getcie lwowskim przy próbie ucieczki z transportu do obozu koncentracyjnego.

## Kariera piłkarska

### Kariera klubowa
Grę w piłkę nożną rozpoczął w wieku 12 lat w Koronie Sambor. W 1914 roku wyemigrował z rodziną do Wiednia, gdzie trenował w tamtejszych klubach Gersthof SV, Germania Wiedeń oraz Amateure Wiedeń.
Po powrocie z wojny polsko-bolszewickiej grał w macierzystej Koronie Sambor (1920–1921). W dalszej części kariery reprezentował Hakoah Stryj (1921), Hasmoneę Lwów (1921–1922, 1923–1928 i 1930–1932), Legię Warszawa (1929) i ponownie Koronę Sambor (1922–1923 i 1932–1939). Po wybuchu II wojny światowej Korona została rozwiązana przez NKWD, a w jej miejsce powołano klub Dynamo Sambor, w którym występował on w latach 1940–1941, do momentu ataku nazistowskich Niemiec na ZRSS.

### Kariera reprezentacyjna
12 września 1926 zadebiutował w reprezentacji Polski w towarzyskim meczu z Turcją we Lwowie, wygranym 6:1. W spotkaniu tym uzyskał on pomiędzy 50. a 71. minutą hat trick. W czerwcu 1928 roku zanotował drugi występ w drużynie narodowej w meczu przeciwko Stanom Zjednoczonym (3:3), w którym zdobył gola z rzutu karnego, zamykając tym samym dorobek reprezentacyjny na 2 występach i 4 zdobytych bramkach.
Bramki w reprezentacji
| LP | Data             | Miejsce                                         | Przeciwnik        | Bramka | Rezultat | Ranga meczu     |
| -- | ---------------- | ----------------------------------------------- | ----------------- | ------ | -------- | --------------- |
| 1. | 12 września 1926 | Stadion im. Marszałka Józefa Piłsudskiego, Lwów | Turcja            | 3:0    | 6:1      | Mecz towarzyski |
| 2. | 12 września 1926 | Stadion im. Marszałka Józefa Piłsudskiego, Lwów | Turcja            | 4:0    | 6:1      | Mecz towarzyski |
| 3. | 12 września 1926 | Stadion im. Marszałka Józefa Piłsudskiego, Lwów | Turcja            | 5:0    | 6:1      | Mecz towarzyski |
| 4. | 10 czerwca 1928  | Stadion Agrykola, Warszawa                      | Stany Zjednoczone | 3:3    | 3:3      | Mecz towarzyski |